# Anat Draigor
Anat Draigor (in ebraico ענת דרייגור‎?; Gerusalemme, 22 marzo 1960) è un'ex cestista israeliana.

## Carriera
Con Israele ha disputato i Campionati europei del 1991.